# Sillweg (Katastralgemeinde)
Sillweg ist eine von sieben Katastralgemeinden der Gemeinde Fohnsdorf, die aus den Orten Sillweg und Ziegelofen besteht. Die 4,84 Quadratkilometer große Katastralgemeinde Sillweg wird von 359 Menschen bewohnt (Stand: 2023).

## Bevölkerung
Die Katastralgemeinde Sillweg wird von 359 Menschen bewohnt, im gleichnamigen Ort sind es ebenfalls 359 Einwohner. Die Katastralgemeinde Rattenberg gehört dem Zählsprengel Sillweg-Rattenberg an, in dem 553 Menschen leben (Stand bei allen drei: 2023).

## Geographie
|           | Rattenberg                                  | Rattenberg |
| Fohnsdorf | Kompassrose, die auf Nachbargemeinden zeigt | Rattenberg |
|           | Aichdorf                                    | Rattenberg |

Die Katastralgemeinde Sillweg grenzt im Osten und Nordosten an die Katastralgemeinde Rattenberg, wobei am nordöstlichen Bergrücken der Rinachkogel auf 1257 m ü. A. auf der Grenze liegt. Auf den Feldern südlich von Sillweg treffen sich die drei Katastralgemeinden Aichdorf, Rattenberg und Sillweg. Nach einem kurzen Grenzverlauf zwischen den Katastralgemeinden Aichdorf und Sillweg nach Westen treffen sich die Katastralgemeinden Aichdorf, Fohnsdorf und Sillweg. Die Grenze der Katastralgemeinde Sillweg zweigt nach Norden ab und begrenzt die Katastralgemeinden Fohnsdorf und Sillweg. Beim Fuß des Berges bildet Gerinne 614815 die Grenze zwischen den Katastralgemeinden Fohnsdorf und Sillweg; nördlich davon liegt der Sillweger Berg auf 1257 m ü. A. auf der Grenze.
Auf dem Gebiet der Katastralgemeinde Sillweg liegen das Rattenbergerbach Umleitungsgerinne, der Rinachbach, der Sillwegbach und der Westliche Dinsendorferbach sowie einige unbenannte Gerinne.